# Stojan Ivković
Stojan Ivković (in serbo Стојан Ивковић?; Dubrovnik, 5 febbraio 1966) è un ex cestista e allenatore di pallacanestro montenegrino con cittadinanza ungherese.

## Carriera
Ha guidato l'Ungheria a due edizioni dei Campionati europei (2017, 2022).